# 吾塔木乡
吾塔木乡，是中华人民共和国新疆维吾尔自治区巴音郭楞蒙古自治州若羌县下辖的一个乡镇级行政单位。

## 行政区划
吾塔木乡下辖以下地区：
果勒艾日克村、尤勒滚艾日克村、依格孜吾斯塘村、西塔提让村、牧业村和康拉克村。